# Mijn moeder
Mijn moeder is een humaninterestreeks van productiehuis Sylvester Productions die door de Vlaamse televisiezender Canvas uitgezonden werd. In de reeks praat Phara de Aguirre met de moeders van BV's over de bijzondere relatie met hun bekende zoon of dochter.
Er werden twee seizoenen uitgezonden. Het eerste seizoen was te zien in het voorjaar van 2007, het tweede seizoen werd uitgezonden vanaf januari 2008. De reeks haalde een gemiddeld kijkcijfer van 200.000 kijkers.

## Afleveringen

### Seizoen 1
| Afl. | Uitzenddatum     | Praatgasten                                           |
| ---- | ---------------- | ----------------------------------------------------- |
| 1    | 7 januari 2007   | Stijn Coninx en zijn moeder Marlo Sak                 |
| 2    | 14 januari 2007  | Yves Leterme en zijn moeder Eliane Leterme-Bouchaert  |
| 3    | 21 januari 2007  | Luc Lamine en zijn moeder Maria Gysen                 |
| 4    | 28 januari 2007  | Anissa Temsamani en haar moeder Dilal Boulaich Rhimou |
| 5    | 4 februari 2007  | Peter Van Heirseele en zijn moeder Odette Pannecoucke |
| 6    | 11 februari 2007 | Maya Detiège en haar moeder Leona Detiège             |
| 7    | 18 februari 2007 | Raf en Mich Walschaerts en hun moeder Chris Roodhooft |
| 8    | 25 februari 2007 | Peter D'Hondt en zijn moeder Paula D'Hondt            |

### Seizoen 2
| Afl. | Uitzenddatum     | Praatgasten                                           |
| ---- | ---------------- | ----------------------------------------------------- |
| 1    | 13 januari 2008  | Rudi Vranckx en zijn moeder Maria Verbeeck            |
| 2    | 20 januari 2008  | Antje De Boeck en haar moeder Elisabeth Möltgen       |
| 3    | 27 januari 2008  | Wouter Van Bellingen en zijn moeder Simonne Maes      |
| 4    | 3 februari 2008  | Herman Van de Velde en zijn moeder Livine Van Der Wee |
| 5    | 10 februari 2008 | Mbark Boussoufa en zijn moeder Mina Boussoufa         |
| 6    | 17 februari 2008 | Flip Kowlier en zijn moeder Rita Vervaecke            |
| 7    | 24 februari 2008 | Erika Thijs en haar moeder Els Meers                  |
| 8    | 2 maart 2008     | Willem Vermandere en zijn moeder Madeleintje De Leeuw |

## Boeken
- Phara DE AGUIRRE, Kaat MENSELS, Mijn moeder - Gesprekken met moeders en hun bekende zonen en dochters, Lannoo, 2008. ISBN 978-90-209-7695-3